# Дмитриев, Степан Николаевич
Дмитриев Степан Николаевич (1878—1921) — офицер Российского императорского флота, участник Русско-японской войны, обороны Порт-Артура, Первой мировой войны. Георгиевский кавалер, контр-адмирал. Командир действующего отряда судов Балтийского флота, участник Кронштадтского восстания 1921 года, расстрелян по приговору Петроградской ЧК.

## Биография
Степан Николаевич Дмитриев (5-й) родился 13 сентября 1878 года, дворянин.
В службе с 1894 года. 15 сентября 1897 года окончил Морской кадетский корпус 26-м по успеваемости и произведён в мичманы с назначением на Черноморский флот. В 1899 году служил на мореходной канонерской лодке «Терец». В следующем году назначен на транспорт «Псезуапе». 3 сентября 1901 года окончил минный офицерский класс в Кронштадте и зачислен в минные офицеры 2-го разряда. 6 декабря того же года произведён в лейтенанты. 12 января 1902 года был переведён в Сибирский флотский экипаж. В 1902—1903 годах служил минным офицером мореходной канонерской лодки «Кореец».
Участник русско-японской войны и обороны Порт-Артура. В январе 1904 года был назначен минным офицером миноносца «Сторожевой». 18 октября 1904 года стал командиром миноносца «Сердитый», который принял от лейтенанта А. В. Колчака. В ночь с 1 на 2 декабря «Сердитый» во время отражения атак на броненосец «Севастополь» потопил торпедой японский миноносец № 42. Накануне сдачи крепости Порт-Артур, миноносец прорвался в Чифу, где был интернирован вместе с экипажем. 20 декабря 1904 года награждён орденом Святого Георгия 4-й степени «за отличные подвиги храбрости и самоотвержения, оказанные в делах против неприятеля», а 12 декабря 1905 года — орденом Святого Владимира 4-й степени с мечами и бантом за отличия в делах против неприятеля под Порт-Артуром и Золотым оружием «За храбрость» за прорыв в Чифу.
В 1906 году перешёл на миноносце «Сердитый» во Владивосток. 11 июня 1907 года произведён в старшие лейтенанты, 18 сентября назначен старшим офицером бронепалубного крейсера «Жемчуг», который совершал плавания по бухтам Приморья. 25 мая 1908 года переведён на Балтийский флот. 27 августа того же года назначен командиром миноносца «Резвый», который находился в капитальном ремонте корпуса на заводе фирмы «Сокол» в Гельсингфорсе, после окончания ремонта крейсировал на Балтике. 25 марта 1912 года произведён в капитаны 2-го ранга, 5 августа назначен командиром эскадренного миноносца «Казанец».
Участник Первой мировой войны. 22 марта 1915 года произведён в капитаны 1-го ранга на основании статута ордена Святого Георгия (со старшинством с 25 марта 1913 года). 31 марта 1915 года назначен исполняющим должность командира эскадренного броненосца «Император Павел I», 27 апреля был утверждён в должности командира. 30 марта 1917 года зачислен в резерв чинов Морского министерства, с оставлением в распоряжении командующего флотом Балтийского моря. 4 ноября того же года назначен командующим 2-й бригады крейсеров Балтийского моря (в бригаду входили крейсера «Россия», «Громобой», «Аврора» и «Диана»). 23 ноября 1917 года Временным правительством, находящимся «в подполье», произведён в контр-адмиралы за отличие по службе с утверждением начальником бригады.
После Октябрьской революции поступил на службу в РККФ. В июле 1918 года назначен исполняющим обязанности старшего морского начальника в Кронштадте. 30 августа 1918 года стал начальником Кронштадтской морской базы. С 1 февраля 1919 года командовал действующим отрядом судов Балтийского флота. 29 октября 1920 года назначен начальником бригады линейных кораблей Балтийского моря. 1-18 марта 1921 года участвовал в Кронштадтском восстании, входил в состав штаба обороны крепости Кронштадт. После подавления восстания арестован. 20 апреля 1921 года был расстрелян по приговору президиума Петроградской ЧК.
Дмитриев Степан Николаевич был женат. По состоянию на 1916 год детей не имел.

## Награды
Контр-адмирал Дмитриев Степан Николаевич был награждён орденами и медалями Российской империи:
- орден Святого Станислава 3-й степени (6.12.1903);
- орден Святого Георгия 4-й степени (20.12.1904);
- Золотое оружие (12.12.1905);
- орден Святого Владимира 4-й степени с мечами и бантом (12.12.1905);
- орден Святого Станислава 2-й степени (6.12.1906);
- орден Святой Анны 2-й степени с мечами (1.6.1915);
- орден Святого Владимира 3-й степени (6.12.1916);
- серебряная медаль «В память русско-японской войны» (1906);
- медаль «В память 100-летия Отечественной войны 1812 года» (1912);
- светло-бронзовая медаль «В память 300-летия царствования дома Романовых» (1913);
- серебряный Крест «За Порт-Артур» (1914);
- светло-бронзовая медаль «В память 200-летия морского сражения при Гангуте» (1915).

Иностранные:
- орден За военные заслуги 5-й степени, кавалер. (5.4.1899, Болгария);
- орден Меджидие 4-й степени (29.11.1899, Турция).